# Ohio Express (album)
Ohio Express è un album del gruppo musicale statunitense Ohio Express.

## Tracce
1. Yummy Yummy Yummy
2. Winter Skies
3. Into This Time
4. First Grade Reader
5. Mary-Ann
6. Down At Lulu's
7. Turn To Straw
8. Vacation
9. She's Not Comin' Home
10. It's A Sad Day (It's A Sad Time)
11. The Time You Spent With Me